# 러브 스컬프쳐
러브 스컬프쳐(영어: Love Sculpture)는 1960년대에 후반에 활약한, 웨일스의 블루스 록 밴드이다.

## 앨범 목록
- 1968 : Blues Helping - 팔로폰
- 1970 : Forms and Feelings - 팔로폰